# Halictus tumulorum
De Halictus tumulorum (tên tiếng Anh: parkbronsgroefbij) là một loài Hymenoptera trong họ Halictidae. Loài này được Linnaeus mô tả khoa học năm 1758.

## Hình ảnh

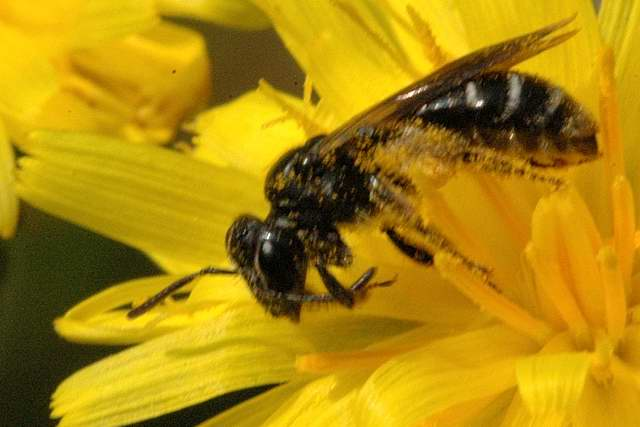
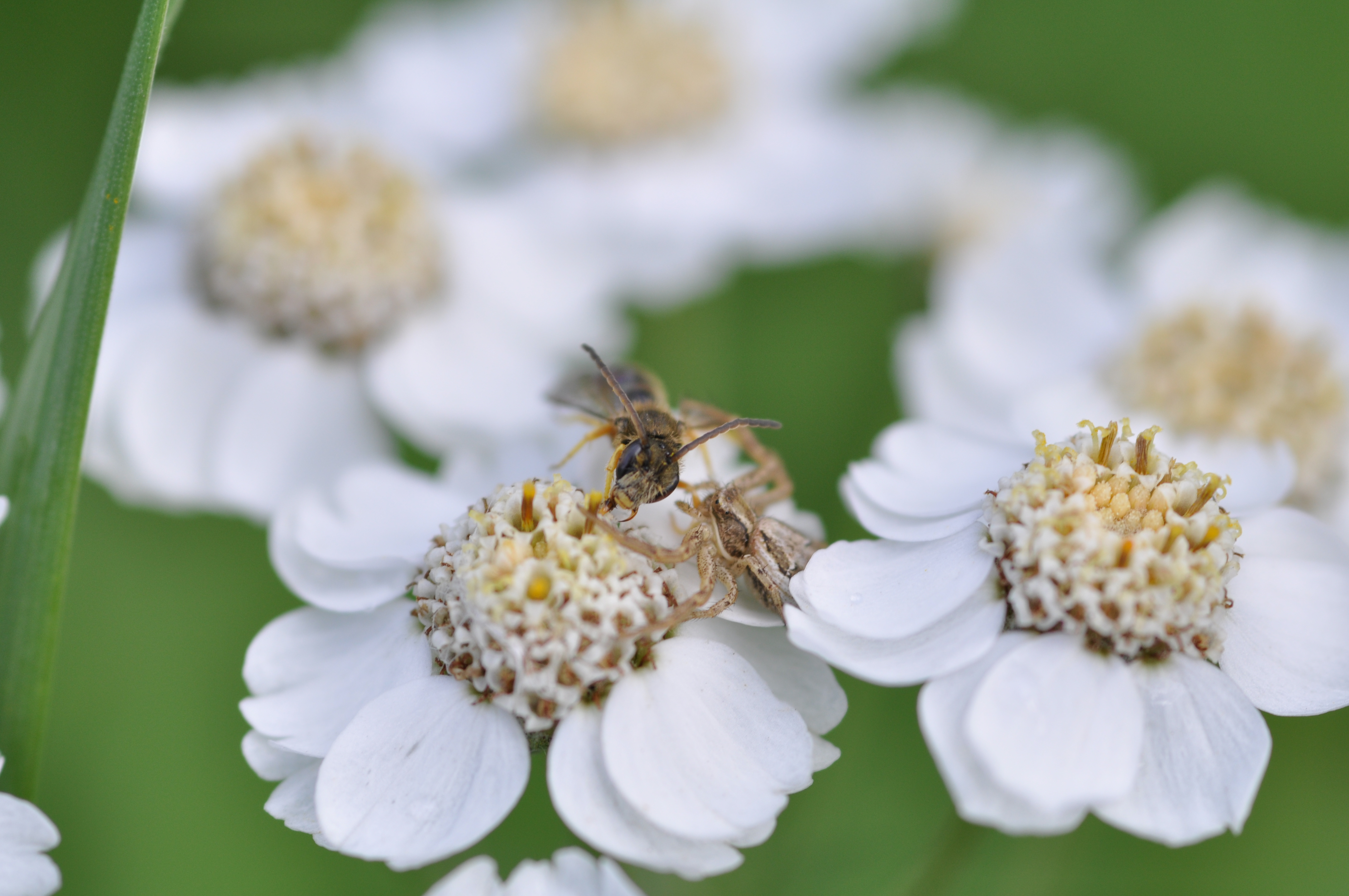